# Sybirka
Sybirka (Sibiraea Maxim.) – rodzaj roślin należący do rodziny różowatych. Obejmuje cztery gatunki, na tyle podobne do siebie, że czasem traktowane jako jeden gatunek (S. laevigata sensu lato). Wszystkie występują w Azji środkowej i wschodniej – na rozległych obszarach Chin, w Mongolii, południowej Syberii, w Kazachstanie i Kirgistanie. Gatunek o najszerszym zasięgu (S. laevigata) ma także izolowane populacje na Bałkanach – w Chorwacji i Hercegowinie. Z powodu izolacji rośliny te były opisywane jako odrębny gatunek (S. croatica), ale okazało się, że w zasadzie nie różnią się one ani morfologicznie, ani genetycznie od populacji syberyjskich. Rośliny te rosną na obszarach górskich w miejscach skalistych.
Sybirka sina S. laevigata bywa uprawiana jako krzew ozdobny.

## Morfologia
PokrójKrzewy o pędach przynajmniej u nasady częściowo pokładających się, pozbawionych cierni, dość tęgich i okrągłych na przekroju.
LiścieSezonowe, skrętoległe, pozbawione przylistków. Liście pojedyncze, całobrzegie, z wyraźną żyłką centralną i 3–5 parami żyłek bocznych.
KwiatyJednopłciowe (rośliny dwupienne), 5-krotne, zebrane w szczytowe, gęste, krótkoszypułkowe i wielokwiatowe, w efekcie kłosokształtne grona, tworzące kwiatostan złożony. Hypancjum ma kształt dzwonkowaty, ale jest płytkie. Działki kielicha w liczbie 5, są wyprostowane, zaostrzone i trwałe. Płatki korony są białe, czasem zaróżowione, dłuższe od działek. Pręcików jest 20–25 i są nieco krótsze lub dłuższe od płatków. W kwiatach żeńskich wykształcone są szczątkowo.  Zalążnia tworzona jest przez pięć owocolistków, zrośniętych tylko u nasady. Zawierają one po 4–8 zalążków. Szyjki osadzone są na nich bocznie, zwieńczone są główkowatymi znamionami.
OwoceMieszki prosto wzniesione, elipsoidalne, otwierające się wzdłuż szwu dośrodkowo i na szczycie. Zawierają zwykle dwa równowąskie nasiona.

## Systematyka
Rodzaj klasyfikowany jest w obrębie rodziny różowatych Rosaceae do podrodziny Amygdaloideae Arnott i plemienia Spiraeeae Candolle. 
Wykaz gatunków
- Sibiraea angustata (Rehder) Hand.-Mazz.
- Sibiraea laevigata (L.) Maxim. – sybirka sina[5]
- Sibiraea tianschanica (Krasn.) Pojark.
- Sibiraea tomentosa Diels